# Pastrana (kommun i Spanien, Kastilien-La Mancha, Provincia de Guadalajara, lat 40,40, long -2,89)
Pastrana är en kommun i Spanien.   Den ligger i provinsen Provincia de Guadalajara och regionen Kastilien-La Mancha, i den centrala delen av landet, 70 km öster om huvudstaden Madrid. Antalet invånare är 1 070. Arean är 96 kvadratkilometer. Pastrana gränsar till Almonacid de Zorita.
Terrängen i Pastrana är kuperad åt nordost, men åt sydväst är den platt.